# Мушія
Мушія (гал. Muxía, ісп. Mugía) — муніципалітет в Іспанії, у складі автономної спільноти Галісія, у провінції Ла-Корунья. Населення — 5510 осіб (2009).
Муніципалітет розташований на відстані близько 547 км на північний захід від Мадрида, 73 км на південний захід від Ла-Коруньї.
Муніципалітет складається з таких паррокій: Бардульяс, Каберта, Коусьєйро, Фріше, Лейс-де-Неманкос, Морайме, Моркінтьян, Мушія, Немінья, Носа-Сеньйора-да-О, Сан-Мартіньйо-де-Осон, Сантісо-де-Вуїтурон, Тоуріньян, Віластосе.

## Демографія
Динаміка населення (INE ):

## Галерея зображень

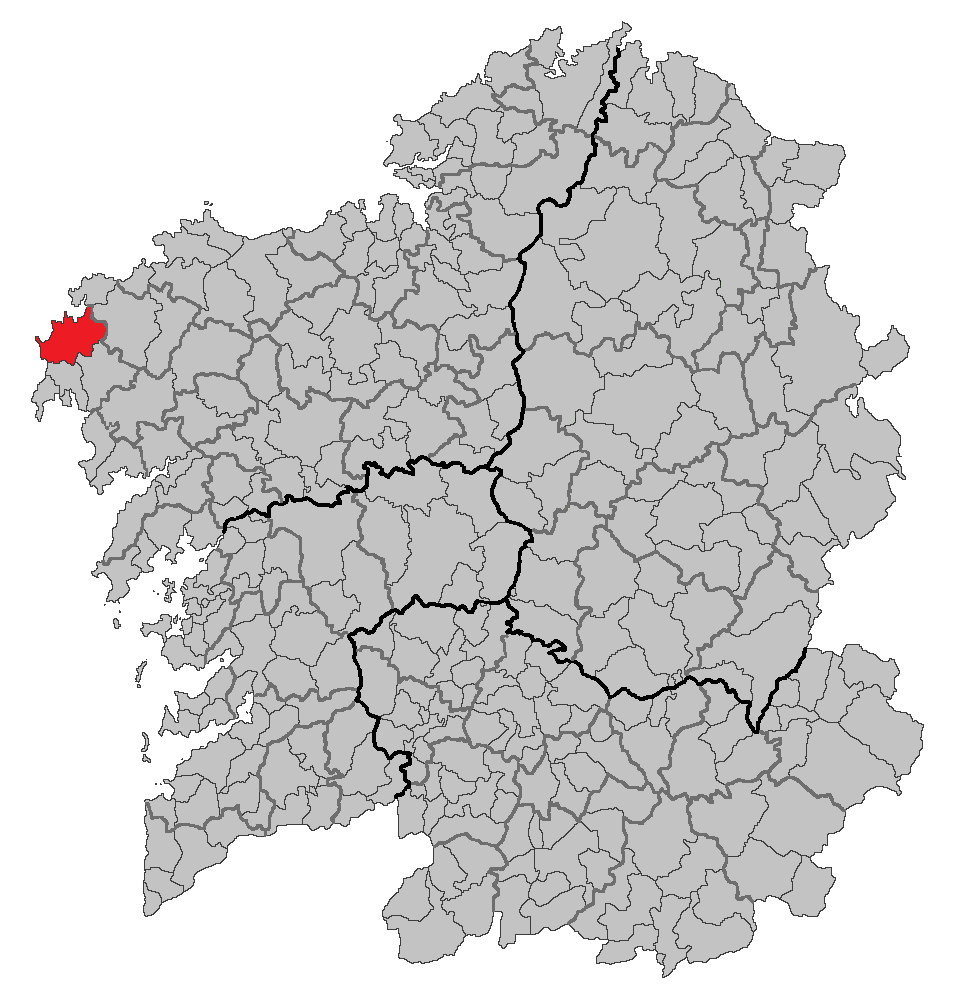
Розташування муніципалітету